# Орао кликташ
Орао кликташ (лат. Clanga pomarina) средње је велики орао из породице јастребова (лат. Accipitridae). Некада се поистовећивао с индијским орлом кликташом који је од 2002. године издвојен у посебну врсту, (лат. Clanga hastata).

## Опис
Орао кликташ је најсличнији црном орлу, од којег је нешто мањи. Достиже дужину од 55 до 66 цм, распон крила му је од 135 до 168 цм, а телесна маса му је око 1,5 килограм. Женке су увек нешто крупније од мужјака. Средње је величине са широким крилима која завршавају дугим перима и има мали кљун. Перје је тамносмеђе боје које је блеђе на глави, врату и нараменицама, с белом мрљом у облику латиничног слова »V« на крилима и репу. Перје с доње стране крила је много светлије од горње стране. Младунци су тамнији с горње стране од одраслих јединки.

## Станиште
Орао кликташ је птица селица и главно станиште су му Источна Европа (где живи око 95% укупне популације ове врсте) и Мала Азија, док зимује у југоисточној Африци. 
Живи у шумама, близу влажних ливада и плавних подручја, али може се пронаћи и у вишим пределима. Гнезди се у крошњама листопадних шума храста и јасена. Орао кликташ се налази на списку заштићених птица у Србији због загађених вода, пољопривреде, нестајања мочварних подручја, лова и криволова.

## Размножавање
Женка полаже најчешће два јаја, максимално до три. Јаја орла кликташа су беле боје с црвенкастосмеђим пегама. Слабије младунче ретко преживи, тако да женка годишње отхрани само једно младунче. Женка за полагање својих јаја годинама користи исто гнездо. Гнездо је обима већег од 140 центиметара, смештено на дрвету непосредно испод врха.

## Исхрана
Орао кликташ се углавном храни малим сисарима, птицама и гмизавцима.